# 比克替拉韦/恩曲他滨/丙酚替诺福韦
比克替拉韦/恩曲他滨/丙酚替诺福韦，商品名必妥维（Biktarvy），是一种固定剂量组合抗逆转录病毒药物，用于治疗艾滋病。每粒药片含有50毫克比克替拉韦、200毫克恩曲他滨和25毫克丙酚替诺福韦。正常疗程为每日口服一次。它于2018年2月获准在美国使用，并于2018年6月在欧盟获准使用。

## 联合疗法
必妥维是可以治疗人类免疫缺陷病毒的一种组合药物。
HIV联合疗法通常称为高效抗逆转录病毒疗法（HAART），由两种或多种抗逆转录病毒药物组成。联合治疗降低了发生耐药性的可能性，因为HIV-1毒株不太可能发生足够的突变以对联合治疗中使用的所有药物产生耐药性。联合治疗可延长 HIV-1 患者的寿命，并可大大降低病毒传播的可能性。

## 成分
Bictegravir (BIC) 是一种整合酶链转移抑制剂 (INSTI)。 Bictegravir 与其他INSTI不同，因为它含有桥联双环和带有 2,4,6-三氟苄基的独特苄基尾。这有助于增加血浆蛋白结合并减少孕烷X受体(PXR)的激活。这些变化最大限度地减少了药物之间的相互作用，降低了清除率，并增加了溶解度。比克替拉韦被发现比同类其他药物的耐药性较低。
恩曲他滨(FTC) 是一种核苷逆转录酶抑制剂 (NRTI)，是硫胞苷的合成氟衍生物。在细胞内，恩曲他滨被磷酸化，从而在细胞内形成恩曲他滨 5'-三磷酸盐。这使得药物能够与病毒和宿主底物竞争，并最终导致 DNA 链延长终止。潜在的乙型肝炎病毒 (HBV) 可以与恩曲他滨相互作用，导致严重的肝损伤，但当给予没有 HBV 的患者时，不会对肝脏产生显着的有害影响。
丙酚替诺福韦(TAF)是替诺福韦的前药，具有核苷酸逆转录酶抑制剂 (NRTI) 的功能。替诺福韦的其他前药已经过测试，但 TAF 在改进 HIV-1 疗法方面更有效。它在细胞内转化为 TFV 二磷酸，这是 HIV 靶细胞中的代谢物。因此，TAF比其他替诺福韦前药具有更高的活性代谢物浓度和更低的血浆 TFV。TAF主要通过肾脏代谢，且剂量低于其他前药，因此对肾脏消除系统的损害较小。

## 药用
必妥维被批准用于未曾接受过抗逆转录病毒治疗的HIV-1感染成人或每毫升 HIV-1 RNA 少于50个的患者。HIV-1患者在使用前应未曾出现任何对Bictegravir、恩曲他滨或丙酚替诺福韦的不良反应或耐药性。
2022年，必妥维被批准用于HIV-1感染儿童。

## 副作用
该药不应与Dofetilide或利福平同时服用。Dofetilide与必妥维一起服用时，会导致多非利特血浆浓度升高，从而导致死亡。利福平和必妥维一起服用时，会降低比克替拉韦血浆浓度，并导致对必妥维产生耐药性。其他 HIV-1 抗逆转录病毒药物不应与该疗法同时服用。
如果发现肾脏疾病或出现肾功能损害，则应停药。乙型肝炎和 HIV-1 患者停用必妥维已被证明会增加乙型肝炎的患病率，导致肝脏失代偿和肝功能衰竭。
药物不良反应包括但不限于腹泻、恶心和头痛。